# 基督教崇真中學
基督教崇真中學（英語：Tsung Tsin Christian Academy, TTCA），是一所座落於香港長沙灣荔康街8號的直接資助英文中學，屬第一組別（Band 1）中學。
該校由基督教香港崇真會深水埗堂主辦，於2004年創立，由丘頌云長老為首任校長，在創校年只開設中一及中四班，全校分為信、義、愛、德四社。
此校曾與同系的私立崇真小學結為「一條龍學校」，但有關安排現已取消。

## 課程特色
2021-2022學年開始，基督教崇真中學為中五級學生開辦國際高級考試課程（International Advanced Level，簡稱IAL）。學生除了可以經非聯招（Non-JUPAS）途徑報讀本地大學外，亦可申請報讀英國、歐洲、加拿大及澳洲等地的大學。選擇修讀IAL的學生，需要修畢中文（GCE-AL中文課程）和英文（IELTS課程）這兩個必修科目，另外選修3至4個學科。學校開辦的科目包括：數學、進階數學、物理、化學、生物、會計及心理學。
作爲基督教學校，課程特色之一是效法《聖經》中耶穌基督帶領十二門徒的故事，實行「初中十二門徒」計劃。每年中一學生分為12人一組，稱為「門徒」，讓他們有機會認識其他班的同學，並由班主任以外的老師帶領，作為mentor，讓學生認識基督教信仰，陪伴和關心他們初中3年的成長。

## 歷任校長
- 丘頌云 先生（2004年 - 2010年, 原任南亞路德會沐恩中學校長）
- 鄭建德 先生（2010年 - 2014年，現任滙基書院（東九龍）校長）
- 關愛珠 女士（2014年 - 2019年，原任南亞路德會沐恩中學數學科主任，2004年與丘頌云校長一同加入基督教崇真中學；2022年已歿）[3]
- 張文偉 先生（2019年  - 至今，由沙田崇真中學調任）

## 建設
- 2000年，崇真會首次申請一組千禧校舍，以開辦此校及重置同區崇真小學，同時將兩校結為「一條龍學校」，但不果[4]。
- 2002年，崇真會獲批現址的千禧校舍開辦中學，兩年後完工。
- 2004年，基督教崇真中學正式開辦，與崇真小學結為「一條龍學校」。
- 2007年，開始興建新翼大樓。
- 2008年，新翼大樓平頂禮於感恩節崇拜後舉行，並由各校董主持平頂儀式。
- 2010年，新翼大樓正式落成，內設全天候室內暖水泳池、天台運動場、丘頌云演講廳、飯堂及課室。
- 2011年，丘頌云演講廳正式落成啟用。
- 2019年，興建新排球場。
- 2021年，開始興建室內體育館。

## 對外聯繫
- 2010年，成為「香港學校自評網絡」成員，負責人Mr. Archie McGlynn經常到校作出指導。
- 2010年，與廣州八十九中學結為姊妹學校，每年均有互相學習與參觀活動。
- 2011年，與不少基督教大學及高級院校建立升學聯繫，包括美國及加拿大，並於印尼雅加達數間學校結建立升學聯繫。
- 2011年，與香港有品運動合作，推行校園有品運動。
- 2012年，與湖州中學結盟為姊妹學校。
- 2012年，老師拜訪思源學校教學，認識「自主學習」。
- 2013年，教師考察山東濰坊中學。
- 2013年，首次與匯基書院（東九龍）合辦國內服務扶貧團，地點由清遠改為偏遠的貴州畢節山區。
- 2015年，接待四川東城實驗學校到校參觀及香港半日遊活動。
- 2016年，由學校顧問丘頌長老及關愛珠校長率領本校老師一行十二人，到澳洲墨爾本探訪當地數間小學、中學及大學，作專業交流。

## 中一收生
根據學校公佈數據，下表列出基督教崇真中學中一收生概況：
| 學年    | 第一組別 收生率 | 全港頭20% 收生率 | 備注  |
| ------- | --------------- | ---------------- | ----- |
| 2020/21 | 48.8%           | 10.1%            |       |
| 2021/22 | 86.1%           | 21.5%            |       |
| 2022/23 | 96.3%           | 37.8%            |       |
| 2023/24 | 94.5%           | 48.5%            | [ 5 ] |

## 中六升學
根據學校公佈數據，下表列出基督教崇真中學中六升學概況：
| 學年    | 大學學位課程 入學率（DSE） | 大學學位課程 入學率（IAL） | 大學學位課程 入學率（總計） | 備注  |
| ------- | -------------------------- | -------------------------- | --------------------------- | ----- |
| 2022/23 | 81%                        | 87%                        | 83%                         | [ 6 ] |